# Acido grasso perossidasi
La acido grasso perossidasi è un enzima appartenente alla classe delle ossidoreduttasi, che catalizza la seguente reazione:
palmitato + 2 H2O2 ⇄ pentadecanale + CO2 + 3 H2O
L'enzima agisce sugli acidi grassi a lunga-catena, dall'acido dodecanoico all'acido ottadecanoico.